# Španska baročna arhitektura
Španska baročna arhitektura ali Baročna arhitektura v Španiji sta zgodovinopisni imeni, ki se pogosto uporabljata za baročno arhitekturo, ki se je zgodila na sedanjem ozemlju Španije v 17. stoletju in v prvih dveh tretjinah 18. stoletja, zgodovinskem obdobju, ki ustreza različnim teritorialnim enotam hispanske monarhije zadnjih Habsburžanov in prvih Bourbonov. Za špansko arhitekturo v takratni Španski Ameriki se pogosto uporablja izraz kolonialni barok (glej Kolonialna arhitektura v Latinski Ameriki).

## Zgodovina
Ko so italijanski baročni vplivi prodirali čez Pireneje, so postopoma nadomeščali priljubljenost zadržanega klasičnega pristopa Juana de Herrere, ki je bil v modi od konca 16. stoletja. Že leta 1667 fasadi stolnice v Granadi (Alonso Cano) in stolnice v Jaénu (Eufrasio López de Rojas) kažeta na tekoče umetniško interpretacijo tradicionalnih motivov španske stolne arhitekture v baročnem estetskem idiomu.
V Madridu so na Plaza Mayor in v kraljevi palači El Buen Retiro razvili domači barok s koreninami v slogu herrera in v tradicionalni opečni gradnji, ki so jo med francosko invazijo uničile Napoleonove čete. Njeni vrtovi še vedno ostajajo kot Park Buen Retiro. Ta trezen opečni barok iz 17. stoletja je še vedno dobro zastopan na ulicah prestolnice v palačah in na trgih.
V nasprotju z umetnostjo Severne Evrope je španska umetnost tega obdobja bolj kot da bi ugajala razumu nagovarjala čustva. Družina Churriguera, ki se je specializirala za oblikovanje oltarjev in retable, se je uprla streznitvi herrerskega klasicizma in spodbujala zapleten, pretiran, skoraj muhast slog površinske dekoracije, znan kot Churriguerizem. V pol stoletja so Salamanco spremenili v zgledno churrigueresque mesto.
Razvoj sloga je potekal skozi tri faze. Med letoma 1680 in 1720 je Churriguera populariziral Guarinijevo mešanico Salomonovih stebrov in kompozitnega reda, znanega kot »vrhovni red«. Med letoma 1720 in 1760 je bil kot osrednji element okrasne dekoracije postavljen steber churrigueresque ali estipite v obliki obrnjenega stožca ali obeliska. V letih od 1760 do 1780 se je zanimanje postopoma preusmerilo od zvitega gibanja in pretirane okrasnosti k neoklasicističnemu ravnovesju in treznosti.
Tri najbolj privlačne stvaritve španskega baroka so energične fasade Univerze v Valladolidu (Diego Tome in Fray Pedro de la Visitación, 1719), zahodna fasada (ali Fachada del Obradoiro) stolnice Santiago de Compostela (Fernando de Casas y Novoa, 1750) in Hospicio de San Fernando v Madridu (Pedro de Ribera, 1722), katerih ukrivljena ekstravaganca se zdi, da napoveduje Antonia Gaudíja in modernizem. V tem primeru, kot pri mnogih drugih, gre tudi pri oblikovanju za igro tektonskih in dekorativnih elementov, ki so malo povezani s strukturo in funkcijo. Fokus cvetlične ornamentike je dodelano oblikovana okolica glavnega vhoda. Če s precej navadne stene, na katero je postavljen, odstranimo zapleten labirint zlomljenih pedimentov, valovitih karnusov, štukaturnih školjk, obrnjenih zožitev in vencev, oblika stavbe ne bi niti najmanj prizadeta. Vendar je churrigueresqen barok ponudil nekaj najbolj impresivnih kombinacij prostora in svetlobe z zgradbami, kot je Kartuzija v Granadi (zakristija Francisca Hurtada Izquierda), ki velja za apoteozo churrigueresque slogov, ki se uporabljajo za notranje prostore, ali El Transparente stolnice v Toledu, avtor Narciso Tomé, kjer sta kiparstvo in arhitektura integrirana za doseganje opaznih svetlobnih dramatičnih učinkov.
Kraljeva palača, Madrid in posredovanje Paseo del Prado (Salón del Prado in Alcalá Doorgate) v istem mestu si zaslužijo posebno omembo. Kralja Filip V. Španski in Karel III. Španski sta jih zgradila v treznem baročnem mednarodnem slogu, ki so ga pogosto zamenjali za neoklasicistični. Kraljeva palača La Granja de San Ildefonso v Segovii in kraljeva palača Aranjuez v Aranjuezu sta dobra primera baročnega povezovanja arhitekture in vrtnarjenja z opaznim francoskim vplivom (La Granja je znana kot 'španski Versailles'), vendar z lokalnimi prostorskimi predstavami, ki na nek način prikazujejo dediščino mavrske okupacije.
V najbogatejši cesarski provinci Španije 17. stoletja, Flandriji, so bili cvetni okrasni detajli tesneje povezani s strukturo, s čimer so izključili pomisleke o odvečnosti. Izjemno zbliževanje španske, francoske in nizozemske baročne estetike je mogoče opaziti v samostanu Averbode (1667). Drug značilen primer je cerkev sv. Mihela v Louvainu (1650–70) s svojo bujno dvonadstropno fasado, grozdi pol stebrov in zapleteno združbo kiparskih detajlov, ki jih navdihujejo Francija.
Šest desetletij kasneje je arhitekt Jaime Bort y Meliá prvi uvedel rokoko v Španijo (stolnica v Murcii, zahodna fasada, 1733). Največji praktikant španskega rokokojskega sloga je bil domači mojster Ventura Rodríguez, odgovoren za bleščečo notranjost bazilike Matere Božje iz Pillara v Zaragozi (1750).

## Galerija
- Plaza Mayor v Salamanci (1729–1755), Alberto in Manuel de Lara Churriguera. Andrés Garcia de Quiñones je zasnoval mestno hišo.
- Obradoiro fasada stolnice Santiago de Compostela
- Palača San Telmo (1681–1796), Leonardo de Figueroa
- Palača Marqués de Dos Aguas (1740) v Valenciji. Ignacio Vergara, kipar
- Stolnica sv. Marije v Murcii. Glavno pročelje je delo Jaime Borta.

## Španska Amerika
Kombinacija indijanskih in mavrskih dekorativnih vplivov z izjemno ekspresivno interpretacijo churrigueresque idioma lahko predstavlja polnoplastičen in raznolik značaj baroka v ameriških kolonijah Španije. Ameriški barok se je bolj kot španski razvil kot slog štukature. Pročelja številnih ameriških stolnic iz 17. stoletja z dvojnimi stolpi so imela srednjeveške korenine, polnopravni barok pa se je pojavil šele leta 1664, ko je bilo zgrajeno jezuitsko svetišče na Plaza des Armas v Cuscu. Tudi takrat novi slog skoraj ni vplival na strukturo cerkva.
Perujski barok je bil še posebej bujen, kar dokazuje samostan sv. Frančiška Asiškega v Limi (1673), ki ima temno zapleteno fasado, stisnjeno med rumenima stolpoma dvojčka. Po vzoru Il Gesù (tudi na primeru jezuitske cerkve sv. Pavla v Limi), so se v Arequipi, Potosíju in La Pazu pojavili provincialni 'križanci'. V 18. stoletju so se arhitekti v regiji za navdih obrnili na umetnost Mudéjar srednjeveške Španije. Poznobaročni tip perujske fasade se prvič pojavi v cerkvi Gospe usmiljenja v Limi (1697–1704). Podobno Iglesia de La Compañia, Quito (1722–65) ima izrezljan oltarni nastavek z bogato izklesano fasado in preobleko Salomonovega stebra.
Na severu je najbogatejša provinca Nove Španije iz 18. stoletja - Mehika - ustvarila nekaj fantastično ekstravagantne in vizualno frenetične arhitekture, znane kot mehiški churrigueresque. Ta ultrabaročni pristop doseže vrhunec v delih Lorenza Rodrigueza, katerega mojstrovina je Sagrario Metropolitano (Metropolitanska stolnica Ciudad de Mexico v Ciudad de México (1749–69). Druge lepe primere sloga lahko najdemo v odročnih mestih, kjer se je kopalo srebro. Na primer, svetišče v Ocotlanu (gradnja se je začela leta 1745) je vrhunska baročna stolnica, ki je obdana s svetlo rdečimi ploščicami, ki čudovito nasprotujejo množici stisnjenega ornamenta, razkošno nanesenega na glavni vhod in vitke bočne stolpe (zunanjost, notranjost).
Prava prestolnica mehiškega baroka je Puebla, kjer se je zaradi zaloge ročno poslikanih figuric (talavera) in domačega sivega kamna nadalje razvil v personalizirano in zelo lokalizirano umetniško obliko z izrazitim indijanskim okusom. Obstaja približno šestdeset cerkva, na katerih so na fasadah in kupolah postekljene ploščice različnih barv, pogosto urejene v arabskem vzorcu. Njihova notranjost je gosto nasičena z dodelanimi okraski iz zlatih listov. V 18. stoletju so lokalni obrtniki razvili značilno blagovno znamko bele štukature, poimenovano alfeñique po sladkariji Pueblan iz jajčnih beljakov in sladkorja.
Potresni barok je slog baročne arhitekture iz Filipinov, ki je v 17. in 18. stoletju utrpel uničujoče potrese, kjer so bile velike javne stavbe, kot so cerkve, obnovljene v baročnem slogu. Na Filipinih je zaradi uničenja prejšnjih cerkva zaradi pogostih potresov masa cerkve nižja in širša; stranske stene so bile debelejše in močno podprte za stabilnost med tresenjem. Zgornje konstrukcije so bile izdelane iz lažjih materialov. Zvoniki so običajno nižji in močnejši v primerjavi s stolpi v manj potresno aktivnih predelih sveta. Stolpi imajo v spodnjih nivojih debelejši obseg, ki se postopoma zoži proti višini. V nekaterih filipinskih cerkvah so nekateri zvoniki ločeni od glavne cerkvene stavbe, da bi se izognili škodi v primeru padca zvonika zaradi potresa, delujejo pa tudi kot stražarji proti piratom.

## Galerija
- Stolnica v Zacatecasu (1752) Mehika
- Cerkev la Compañía de Jesus, Quito (1605), Ekvador
- Cerkev v Paoayju (1710), Filipini
- Cerkev La Merced, Antiguam Gvatemala
- Misijon San Xavier del Bac (1692), Tucson, Arizona
- São Miguel das Missões (1735–1745) Rio Grande do Sul, Brazilija
- Cerkev la Compañía de Jesús, Cusco (1571), Peru
- Stolnica Santo Domingo (1512–1540), Dominikanska republika (najstarejša stolnica v Amerikah)
- Bolívarjev trg in stolnica v Bogoti (1807-1823), Kolumbija